# ماکوتو هاسه‌گاوا (رقصنده)
ماکوتو هاسه‌گاوا (انگلیسی: Makoto Hasegawa؛ زادهٔ ۲۹ ژوئیهٔ ۱۹۹۸) رقصنده، بازیگر اهل ژاپن است. وی از سال ۲۰۱۴ میلادی تاکنون مشغول فعالیت بوده‌است.